# Gabriele Eckart
Gabriele Eckart (* 23. März 1954 in Falkenstein/Vogtland) ist eine deutsche Schriftstellerin.

## Leben
Gabriele Eckart studierte von 1972 bis 1976 Philosophie an der Humboldt-Universität zu Berlin. Sie schloss das Studium mit dem Staatsexamen ab. 1979 nahm sie an einem Schreibkurs am Literaturinstitut Johannes R. Becher in Leipzig teil. Nach zwei Gedichtbänden und einem Band mit Reisereportagen sollte ihre nächste Veröffentlichung eine Sammlung von Interviews sein, die sie mit Menschen im Havelland geführt hatte. Auszüge erschienen zwar 1983 und 1984 in Literaturzeitschriften der DDR, die Veröffentlichung des gesamten Textes, der zahlreiche kritische Passagen zu den Verhältnissen in der DDR enthielt, wurde jedoch von staatlicher Seite verhindert. Das Buch So sehe ick die Sache erschien daher 1984 nur in einer westdeutschen Ausgabe.
1987 nutzte Eckart einen Besuch der Frankfurter Buchmesse zur Übersiedlung in die Bundesrepublik Deutschland; ihre DDR-Staatsbürgerschaft behielt sie. 1988 wanderte sie in die USA aus, wo sie ihr Studium fortsetzte. 1993 erhielt sie den Grad eines Magisters (M.A.) an der University of Texas at San Antonio, und 1999 promovierte sie an der University of Minnesota zum Doktor der Philosophie. Seit 1999 ist sie als Dozentin für Deutsch und Spanisch an der Southeast Missouri State University in Cape Girardeau tätig.
2011 erhielt Eckart den SCALG-Robert L. Kahn-Lyrikpreis und 2021 den Geertje Potash-Suhr-Prosapreis.

## Werke
- Gabriele Eckart, Poesiealbum 80, Berlin 1974
- Tagebuch, Berlin 1978
- Per Anhalter, Berlin 1982
- Sturzacker, Berlin 1985
- Der Seidelstein, Berlin 1986. ISBN 3-371-00016-8
- Wie mag ich alles was beginnt, Köln 1987. ISBN 3-462-01860-4
- Frankreich heißt Jeanne, Berlin 1990. ISBN 3-371-00266-7
- Der gute fremde Blick, Verlag Kiepenheuer & Witsch, Köln 1992. ISBN 3-462-02198-2
- Sprachtraumata in den Texten Wolfgang Hilbigs, New York [u. a.] 1996. ISBN 0-8204-2645-8
- Havelobst. Erinnerungen. Verlag Koenigshausen & Neumann, Würzburg 2021. ISBN 978-3-8260-7236-9
- Vogtlandstimmen. Roman. Verlag Koenigshausen & Neumann, Würzburg 2021. ISBN 978-3-8260-7201-7
- Schrappel. Geschichten und Gedichte. Verlag Königshausen & Neumann, Würzburg 2023. ISBN 978-3-8260-7879-8
- Ach du! Zehn Geschichten. Verlag Königshausen & Neumann, Würzburg 2025, ISBN 978-3-8260-8953-4

## Herausgeberschaft
- So sehe ick die Sache, Köln 1984. ISBN 3-462-01666-0